# Кулик Володимир Михайлович
Кули́к Володи́мир Миха́йлович (нар. 7 березня 1963, Черешеньки) — український політолог, історик, журналіст, доктор політичних наук, провідний науковий співробітник відділу етнополітології Інституту політичних і етнонаціональних досліджень ім. І. Ф. Кураса НАН України.

## Біографія
1987 року закінчив Київський державний університет імені Тараса Шевченка, фізичний факультет.
1988–1993 — молодший науковий співробітник, Інститут теоретичної фізики НАН України.
1992–1995 — редактор відділу суспільного життя, журнал «Сучасність».
1994–1995 — завідувач політичної редакції, інформаційна аґенція УНІАН.
1995–1996 — аналітик-консультант, Інститут демократії імені Пилипа Орлика.
1997 — експерт, Центр політичного аналізу газети «День».
1996–1997 — заступник головного редактора газети «День».
1997–2001 — молодший науковий співробітник, Інститут політичних і етнонаціональних досліджень Національної академії наук України.
1999 року захистив кандидатську дисертацію «Формування та еволюція української державної ідеї: 1986–1991».
2001–2010 — старший науковий співробітник, Інститут політичних і етнонаціональних досліджень Національної академії наук України.
Від 2010 — провідний науковий співробітник Інституту політичних і етнонаціональних досліджень ім. І. Ф. Кураса НАН України.
Викладав у Києво-Могилянській академії (2003, 2004), Колумбійському університеті (США, 2002) та Стенфордському університеті (США, 2006).
2010 року захистив докторську дисертацію «Дискурс українських медій: ідентичності, ідеології, владні стосунки».
Член редколегії часопису «Критика» (від 2000) та редакційної ради «International Journal of the Sociology of Language» (від 2010).

## Основні наукові публікації

### Монографії
- Український націоналізм у незалежній Україні. Київ: Центр досліджень національної безпеки при Національному університеті Києво-Могилянська академія", 1999.
  - Рецензії: Георгий Касьянов, Алексей Миллер, Александр Ципко, Михаил Погребинский, Аркадий Мошес, Ярослав Грицак // Российско-украинский бюллетень. № 6-7. 2000. С. 148–163.
- Revisiting a Success Story: Implementation of the Recommendations of the OSCE High Commissioner on National Minorities to Ukraine, 1994–2001. Hamburg: Centre for OSCE Research, Institute for Peace Research and Security Policy at the University of Hamburg, Working Paper 6, 2002.
- Дискурс українських медій: ідентичності, ідеології, владні стосунки. Київ: Критика, 2010.
  - Рецензія: Natalya Rybinska, Olga Popovych // Polish Sociological Bulletin, 2010, no. 3 (171), pp. 343–354.
- Мовна політика в багатомовних країнах. Закордонний досвід та його придатність для України. — К.: Дух і Літера, 2021.
  - Рецензія: Сергій Лунін. Мовна ідентичність у світовому контексті: Вступ [Архівовано 7 лютого 2022 у Wayback Machine.] // Спільне, 7.02.2022.

### Статті та розділи в книжках
- Родной язык и язык общения: на что должна ориентироваться языковая политика? //Вестник общественного мнения. № 3. 2010. С. 75-86. Повний текст

- Orthographe et identité: le rôle des médias dans l’échec de la réforme orthographique de l'ukrainien de 2001 // Cacophonies d'empire: Le gouvernement des langues dans l'Empire russe et l'Union soviétique / Eds. J. Cadiot, D. Arel, L. Zakharova (Paris: CNRS Éditions, 2010), pp. 257-277. Інформація про книжку

- Означувальні рамки в новинних текстах українських мас-медій // Наукові записки Інституту політичних і етнонаціональних досліджень ім. І. Ф. Кураса НАН України. Вип. 3 (47). 2010. С. 326–340. Повний текст

- Gespaltene Zungen: Sprache und Sprachenpolitk in der Ukraine // Osteuropa, Hf. 60, Nr. 2-4 (2010), pp. 391-402. Зміст випуску

- Ideologies of language use in post-Soviet Ukrainian Media // International Journal of the Sociology of Language, vol. 201 (2010), pp. 79-104. Абстракт

- Політика української влади щодо мас-медій та її вплив на медійний дискурс // Наукові записки Інституту політичних і етнонаціональних досліджень ім. І. Ф. Кураса НАН України. Вип. 1 (45). 2010. С. 288–302. Повний текст

- Орфография, язык, идентичность // Неприкосновенный запас. № 3. 2010. С. 213–232. Повний текст

- Жанрово-тематична структура українського телевізійного дискурсу // Політичний менеджмент: наук. журнал / голов. ред. Ю. Ж. Шайгородський.   — № 1 (40). — 2010. С. 105–114.

- Тематична і жанрова структура українського газетного дискурсу // Політичний менеджмент: наук. журнал / голов. ред. Ю. Ж. Шайгородський.   — № 6 (39). — 2009. С. 94-106.

- Роль медійного дискурсу в творенні національної ідентичности // Україна модерна. Ч. 4 (15). 2009. С. 155–174. Повний текст

- Методи аналізу медійного дискурсу // Сучасна українська політика. Політики і політологи про неї., 2009. — Вип. 18. — С. 104–199.

- Вплив мас-медій на авдиторію: еволюція наукових уявлень // Політичний менеджмент: наук. журнал / голов. ред. Ю. Ж. Шайгородський.   — № 5 (38). — 2009. С. 120–130.

- Творення суспільної нормальності в медійному дискурсі: концептуалізація та українська специфіка // Соціологія: теорія, методи, маркетинг. № 2. 2009. — С. 185–201. Повний текст-

- «Порядок денний» новинного дискурсу українських медій // Гілея. Вип. 26. 2009. С. 369378.

- Nationalism in Ukraine, 1986–1996 // Nationalism in Late and Post-Communist Europe. Vol. 2. Nationalism in the Nation States / Ed. E. Jahn (Baden-Baden: Nomos, 2009), pp. 99-122. Зміст тому (Опубліковано також німецькою: Nationalismen in der Ukraine, 1986–1996 // Nationalismus im spät- und postkommunistischen Europa. Bd. 2. Nationalismus in den Nationalstaaten / Hg. E. Jahn (Baden-Baden: Nomos, 2009), S. 99-124)

- Закордонний досвід розв'язання мовних проблем та можливість його застосування в Україні // Мовна ситуація в Україні: між конфліктом і консенсусом / Ред. О. М. Майборода та ін. (Київ: ІПіЕНД, 2008). С. 299–334.

- Мовна політика та суспільні настанови щодо неї після Помаранчевої революції // Мовна політика та мовна ситуація в Україні: Аналіз і рекомендації / Ред. Ю. Бестерс-Дільґер (Київ: Києво-Могилянська академія, 2008). С. 11-54. (2-ге вид. 2010). (Опубліковано також англійською: Language Policies and Language Attitudes in Post-Orange Ukraine // Language Policy and Language Situation in Ukraine: Analysis and Recommendations / Ed. J. Besters-Dilger (Frankfurt am Main: Peter Lang), pp. 15-55)

- Внесок медійного дискурсу в підтримування status quo // Наукові записки Інституту політичних і етнонаціональних досліджень ім. І. Ф. Кураса НАН України. Вип. 40. 2008. С. 143–153.

- Мовна політика України після Помаранчевої революції // Україна в пошуках себе: Національна ідея та проблеми розвитку / Ред. О. Судакова (Київ: Києво-Могилянська академія, 2007). С. 270–285.

- Мовні ідеології в українському медійному дискурсі // Наукові записки Інституту політичних і етнонаціональних досліджень ім. І. Ф. Кураса НАН України. Вип. 33. 2007. С. 321–338.

- Языковые идеологии в украинском политическом и интеллектуальном дискурсах // Отечественные записки. № 1. 2007. С. 296–316.

- Constructing common sense: language and ethnicity in Ukrainian public discourse // Ethnic and Racial Studies, vol. 29, no. 2 (2006), pp. 281-314.

- Динаміка етнокультурних ідентифікацій громадян України за роки незалежности // Диалог.ua. 14.12.2006.

- Normalisation of ambiguity: Policies and discourses on language issues in post-Soviet Ukraine // History, Language and Society in the Borderlands of Europe. Ukraine and Belarus in Focus / Ed. B.Törnquist-Plewa (Malmö: Sekel Bokförlag, 2006), pp. 117-140.

- Реґіональна хартія мовного компромісу // Критика. 2006. Ч. 6. С. 2-3.

- Роль мас-медій у підтриманні комплексу влади/знання: дискурс щодо Всеукраїнського перепису населення 2001 року та його результатів // Інститут політичних і етнонаціональних досліджень НАН України. Наукові записки. Вип. 27. 2005. С. 139–171.

- Мова про мову: нормалізація амбівалентности. І. Крайні та «центр» // Критика. Ч. 5. 2004. С. 19-24.

- Мова про мову: нормалізація амбівалентности. ІІ. Нормальні новини // Критика. Ч. 6. 2004. С. 4-11.

- «Творення здорового глузду» в сучасному українському дискурсі з мовно-етнічних проблем // Інститут політичних і етнонаціональних досліджень НАН України. Наукові записки. Вип. 24. 2003. С. 218–241.

- The Role of Discourse in the Construction of an Émigré Community: Ukrainian Displaced Persons in Germany and Austria after World War II // European Encounters: Migrants, Migration and European Society since 1945 / Eds. R. Ohliger, K. Schönwälder, T. Triadophilopupos (Aldershot: Ashgate, 2003), pp. 213-237.

- Перепис досягнень націотворення // Критика. Ч. 1-2. 2003. С. 6-10.

- Зовнішнє втручання у внутрішні етнополітичні конфлікти: участь Верховного комісара ОБСЄ з питань національних меншин у розв'язанні кримської та кримськотатарської проблем // Національна інтеграція в полікультурному суспільстві: Український досвід 1991–2000 років / Ред. І. Ф. Курас, О. М. Майборода (Київ: ІПіЕНД, 2002). С. 155–214. (Передруковано: Кримські студії. № 5-6. 2002.)

- Україна, яку нам обирають // Критика. Ч. 5. 2002. С. 4-11.

- Politics of Ethnicity in Post-Soviet Ukraine: Beyond Brubaker // Journal of Ukrainian Studies, vol. 27, no. 1-2 (2001), pp. 197-221.

- Правописне божевілля // Критика. Ч. 5. 2001. С. 6-13.

- Особа та нація в Декларації принципів УГС і першій Програмі Народного руху України // Інститут політичних і етнонаціональних досліджень НАН України. Наукові записки. Вип. 6. 1998. С. 93-104.

- Письменницьке відродження: українська державна ідея в дискурсі «опозиції всередині режиму» перших років перебудови // Сучасність. Ч. 1. 1998. С. 54-79.

- Націоналізми в сучасній Україні // Дух і літера. Ч. 1-2. 1997. С. 61-87.

- The Search for Post-Soviet Identity in Ukraine and Russia and Its Influence on the Relations between the Two States // The Harriman Review, vol. 9, no. 1-2 (1996), pp. 16-27.

- Новий український націоналізм: три поверхи вертепу // Сучасність. Ч. 3. 1993. С. 150–167.

- Повторення перейденого. Українська революція: 1917–1991 // Сучасність. Ч. 2. 1992. С. 59-72.